# Jennifer Zeng
Jennifer Zeng (19 de octubre de 1966) es una activista de los derechos humanos y autora nacida en la República Popular China, más conocida por su práctica de Falun Gong, la posterior supresión del movimiento por parte del gobierno y el libro que escribió sobre su experiencia con respecto a Falun Gong: Testigos de la historia: La lucha de una mujer china por la libertad y Falun Gong (Witnessing History: One Chinese Woman's Fight for Freedom and Falun Gong).
Se convirtió en practicante de Falun Gong en 1997. Más tarde, cuando el gobierno de la República Popular China comenzó a arrestar a las personas involucradas con el grupo, ella estaba entre ellas. De hecho, fue arrestada cuatro veces y enviada a un campo de trabajo, el campo municipal de reeducación de mujeres a través del Trabajo de Beijing,  para su rehabilitación. Zeng relata que en el campamento sufrió abusos físicos y mentales, se le intentó lavar el cerebro e incluso se le aplicó un tratamiento de electrochoque. También ha declarado que mientras estuvo en el campamento, en los días en que había visitas, ella y los demás detenidos fueron obligados a jugar a las cartas o al baloncesto para que los visitantes los vieran.

## Asilo y activismo
En 2001, huyó a Australia. Su hija la siguió más tarde allí por su propia seguridad. Desde que llegó a Australia, ha hablado de la falta de protección del gobierno australiano a los practicantes de allí, alegando que el gobierno no desea insultar o enfadar a China. Un caso específico que contó a la Corporación Australiana de Radiodifusión es el de un funcionario del gobierno chino que una vez salió de la embajada china en Canberra y abofeteó a una practicante de Falun Gong en la cara. Las mujeres respondieron que, en Australia, ella tenía derecho a estar allí y a seguir practicando Falun Gong. El funcionario respondió diciendo que era un diplomático chino. Como tal, a nadie le importaba particularmente lo que hacía, porque Australia no podía hacerle mucho. 
Publicó su libro Testigos de la Historia (Witnessing History)  en 2005. El libro describe las dificultades que ha enfrentado en la práctica de Falun Gong en China, e incluso desde que dejó China. El libro ha sido descrito por un crítico de la Midwest Book Review como "un asalto necesariamente duro a una nación que no respeta los derechos humanos", y por June Sawyers en Booklist como "un recordatorio a menudo angustioso y poderoso de lo que puede suceder cuando el poder del gobierno funciona sin control".
Actualmente vive en los Estados Unidos, donde reside desde 2011..